# Laguna de Gallocanta
Laguna de Gallocanta este o arie protejată (arie specială de conservare — SAC, sit de importanță comunitară — SCI) din Spania întinsă pe o suprafață de 2.813,46 ha, integral pe uscat.

## Localizare
Centrul sitului Laguna de Gallocanta este situat la coordonatele 40°57′49″N 1°29′41″W / 40.9635°N 1.4948°V.

## Înființare
Situl Laguna de Gallocanta a fost declarat sit de importanță comunitară în aprilie 1999 pentru a proteja 4 specii de plante și 1 specie de animale. Situl a fost protejat și ca arie specială de conservare în februarie 2021.

## Biodiversitate
Situată în ecoregiunea mediteraneană, aria protejată conține 8 habitate naturale: Pseudostepă cu ierburi și specii anuale de Thero-Brachypodietea, Lande oro-mediteraneene cu formațiuni endemice de grozamă, Pășuni mediteraneene udate de apa mării (Juncetalia maritimi), Pajiști umede mediteraneene cu ierburi înalte de Molinio-Holoschoenion, Iazuri temporare mediteraneene, Salicornia și alte specii anuale care populează regiunile mlăștinoase și nisipoase, Pajiști alpine și subalpine calcaroase, Ape puternic oligomezotrofe cu vegetație bentonică cu Chara spp..
La baza desemnării sitului se află mai multe specii protejate:
- plante (4): Apium repens, Lythrum flexuosum, Puccinellia pungens, Riella helicophylla
- nevertebrate (1): rădașcă (Lucanus cervus)

Pe lângă speciile protejate, pe teritoriul sitului au mai fost identificate 17 specii de plante, 18 specii de păsări, 5 specii de amfibieni, 3 specii de mamifere, 1 specie de reptile.